# سامي الحسيني
سامي محمد سعيد الحسيني (29 ديسمبر 1989) لاعب كرة قدم بحريني يلعب حاليا لصالح نادي الدرجة الأولى الرفاع الشرقي البحريني في مركز المهاجم من 2015 كما يجيد اللعب في مركز الوسط المهاجم.

## الإنجازات

### البسيتين
- الدرجة الأولى (1): 2013

### المحرق
- الدرجة الأولى (1): 2015